# عثمان فانه
عثمان فانه (انگلیسی: Ousmane Fané؛ زادهٔ ۱۳ دسامبر ۱۹۹۳) بازیکن فوتبال اهل فرانسه است.
از باشگاه‌هایی که در آن بازی کرده‌است می‌توان به باشگاه فوتبال اولدهام اتلتیک اشاره کرد.